# 'Nzuddi

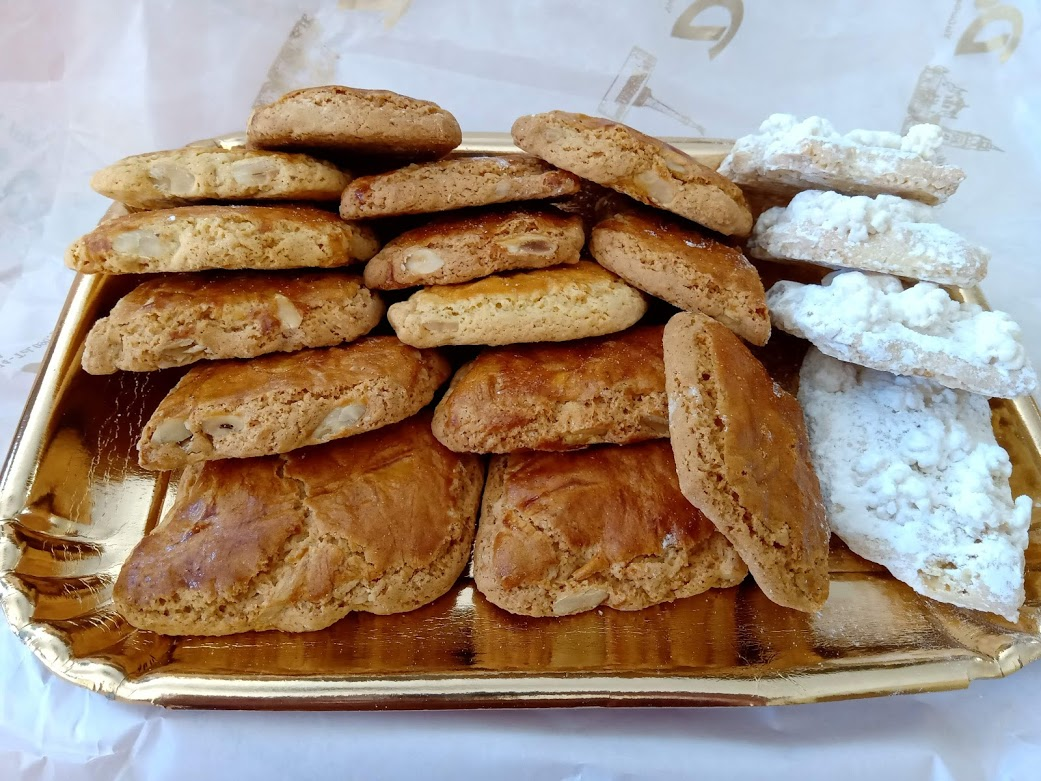
Bánh quy Nzuddi

'Nzuddi là một loại bánh quy truyền thống, đặc trưng của các tỉnh Messina và Catania của Ý. Chúng là những chiếc bánh quy hình cầu, hơi dẹt, có màu vàng, được làm từ bột mì, đường, hạnh nhân, quế, lòng trắng trứng và amonia.
Theo lịch sử, những chiếc bánh này được làm cho lễ Madonna of the Letter, vị thánh bảo trợ của thành phố Messina, vào ngày 3 tháng 6. Những chiếc bánh này ban đầu được chế biến trong tu viện của các nữ tu Vincentian, và tên gọi 'nzuddi bắt nguồn từ từ tên viết tắt của tên "Vincenzo" (Vincent) trong ngôn ngữ Sicilia.